# Zaira lateralis
Zaira lateralis là một loài ruồi trong họ Tachinidae.